# Unité Shaldag
L'Unité 5101, plus communément connue sous le nom d'Unité Shaldag (en hébreu : שלדג), est l'une des principales unités Sayeret de l'armée de l'air israélienne (FAI). L'unité fait partie de la 7e escadre des forces aériennes spéciales et est basée sur la base aérienne de Palmachim. L'unité est dirigée par un officier ayant le grade de lieutenant-colonel.
Elle est spécialisée dans les opérations clandestines, les recherches et les sauvetages durant un combat, les raids de type commando, le sauvetage d'otages, la guerre irrégulière, la pénétration à longue portée, les opérations de renseignement militaire, les opérations spéciales et la reconnaissance spéciale en territoire ennemi,.

## Histoire
L'Unité Shaldag a été fondée en 1974, au lendemain de la guerre du Kippour, par Muki Betser, un vétéran de Sayeret Matkal qui a amené avec lui plusieurs vétérans de son unité d'élite. Initialement opérationnelle en tant que compagnie de réserve des Sayeret Matkal, elle a finalement été transférée à la FAI.
La mission de l'Unité Shaldag est de se déployer sans être détecté dans des environnements de combat et hostiles pour effectuer des reconnaissances spéciales, établir des zones d'assaut ou des aérodromes, tout en effectuant simultanément des actions de contrôle du trafic aérien et de commando. Shaldag opère depuis la base aérienne de Palmachim. Ses soldats portent des fusils d'assaut M16 ou M4A1 équipés du lance-grenades M203. Pour les missions spéciales, ils portent des pistolets Glock 17 et 19 séries 9×19 mm et des fusils de précision Mauser SR 82/66.

## Recrutement et formation
Pour candidater au service dans l'unité, un candidat doit avoir un profil médical compris entre 82 et 97 (selon un barème précis). Les candidats qui réussissent la sélection initiale des unités de commando subissent un essai de sélection de commando de cinq jours (qui teste également les candidats pour Sayeret Matkal et l'unité 669). Les candidats acceptés sont enrôlés pour leurs premières opérations en novembre. Les médecins de l'unité sont recrutés en août.
Les enrôlés de l'unité Shaldag subissent la phase de formation la plus longue de toutes les unités de Tsahal, d'une durée de 22 mois, et la formation met fortement l'accent sur la navigation et le repérage. L'entraînement se compose de phases, avec des exercices de navigation entre chaque phase, conçus pour fournir une expérience de navigation approfondie tout en soulageant la tension physique intense des longues marches forcées avec des poids lourds. Les phases sont les suivantes : 
- Six mois de formation d’infanterie de base et avancée.

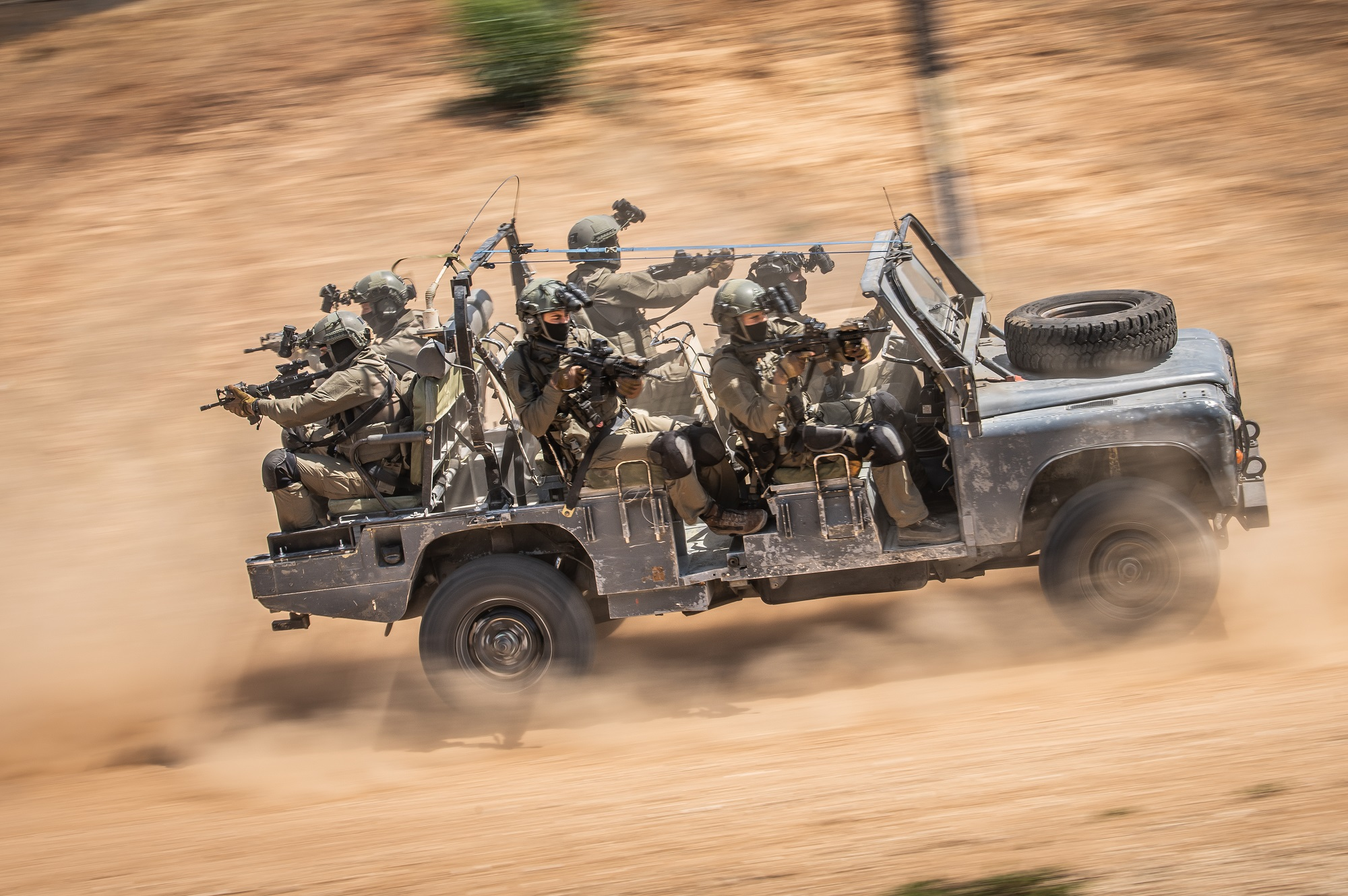
Exercice de l'Unité Shaldag

- Cours de parachutisme à l'école de parachutisme de Tsahal.
- Cours de lutte contre le terrorisme à l'école de lutte contre le terrorisme de Tsahal.
- Exercices de navigation tout temps et tout terrain.
- Coopération air-sol et opérations aéroportées.
- Formation à la collecte de renseignements, à la communication et à la reconnaissance.
- Formation spécialisée pour ceux qui ont des rôles désignés tels que les médecins et les tireurs d'élite.
- Cours de deux semaines sur la captivité ennemie, y compris la soumission à un enlèvement surprise, la détention dans des conditions proches de celles d'une prison et la soumission à des menaces, des interrogatoires, des violences physiques et des humiliations.

À la fin de la formation, les opérateurs Shaldag reçoivent un livre sur David Stirling, fondateur du Special Air Service britannique, et sur les actions du SAS en Afrique du Nord pendant la Seconde Guerre mondiale. Les membres de l'unité qui terminent leur formation sont tenus de s'engager pour 24 mois de services de carrière, en plus de leur service obligatoire de 2 ans et 8 mois.

## Broche et emblème de l'unité

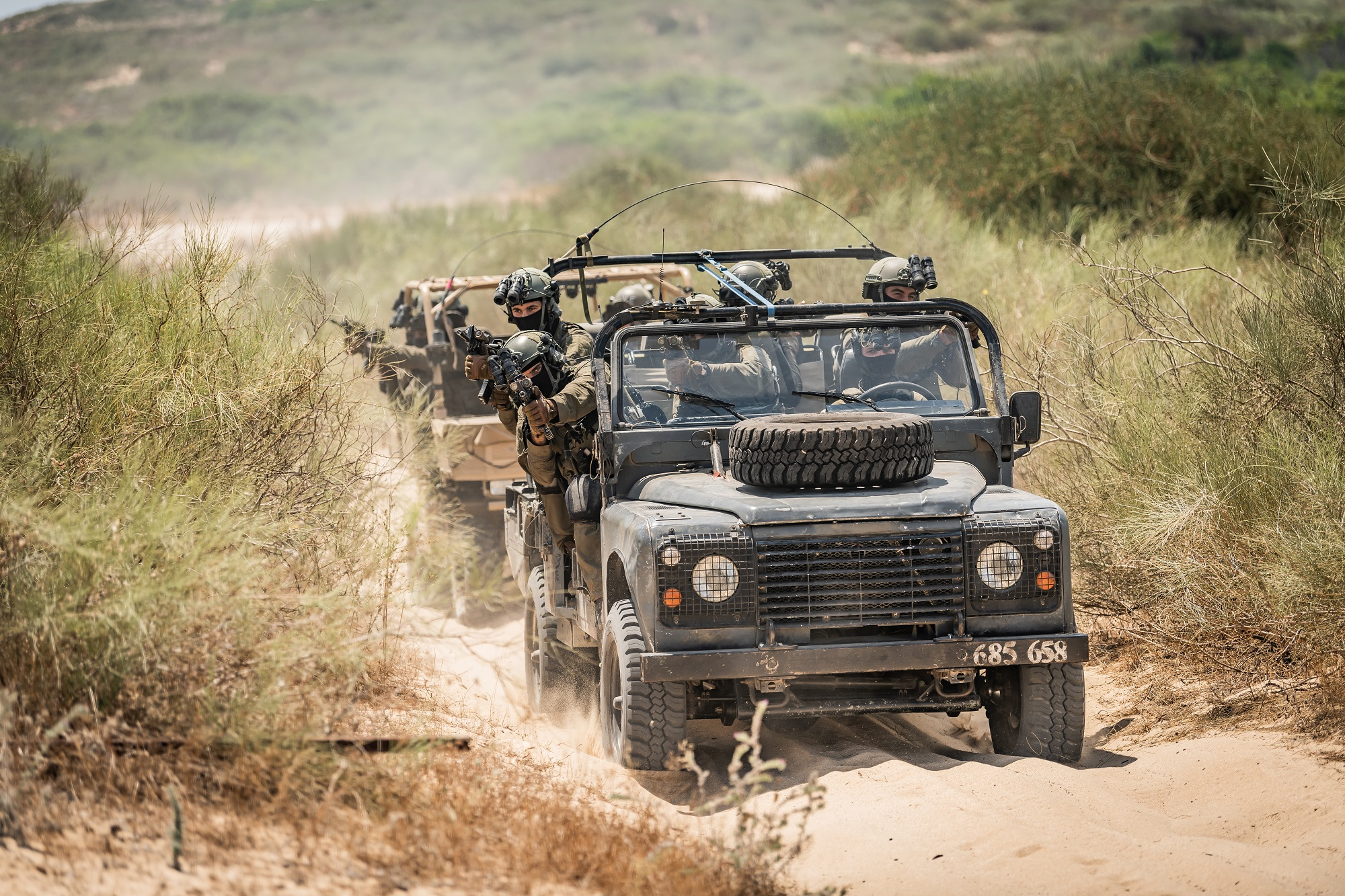
Voiture de l'Unité Shaldag

L'insigne et l'insigne du guerrier de l'unité ont été créés en 1987 alors qu'Avihu Ben-Nun était le commandant des FAI. l'insigne du guerrier comprend un martin-pêcheur, des ailes et une étoile de David. Le nom de l'unité provient apparemment d'un dicton de David Stirling : son unité fondrait sur un ennemi comme un martin-pêcheur fond sur sa proie.

## Opérations connues
L'Unité Shaldag a effectué plusieurs missions lors de l'opération Litani de 1978 durant les campagnes opposant Israël et le Liban. L'une de ses dernières missions fut une reconnaissance près de Hasbaya. L'unité a pénétré en territoire ennemi, a essuyé des tirs et un commandant d'équipe a perdu sa jambe à cause d'une mine terrestre. Le commandant de la compagnie a réussi à se retirer sans autres pertes ni perte de matériel. Il a participé à la guerre du Liban de 1982 et a aidé à l'opération Mole Cricket 19.
En 1984, L'Unité Shaldag a participé à l'opération Moïse au Soudan. En 1991, elle a participé à l'opération Salomon : les 24 et 25 mai, sous le commandement de Benny Gantz, l'unité Shaldag a sécurisé le pont aérien de 14 000 Juifs éthiopiens d'Addis-Abeba vers Israël. Au cours de la première Intifada, ses agents furent les premiers à monter des opérations d'infiltration sous des déguisements civils dans les territoires palestiniens, avant la formation de l' unité Samson et de l'unité Duvdevan.

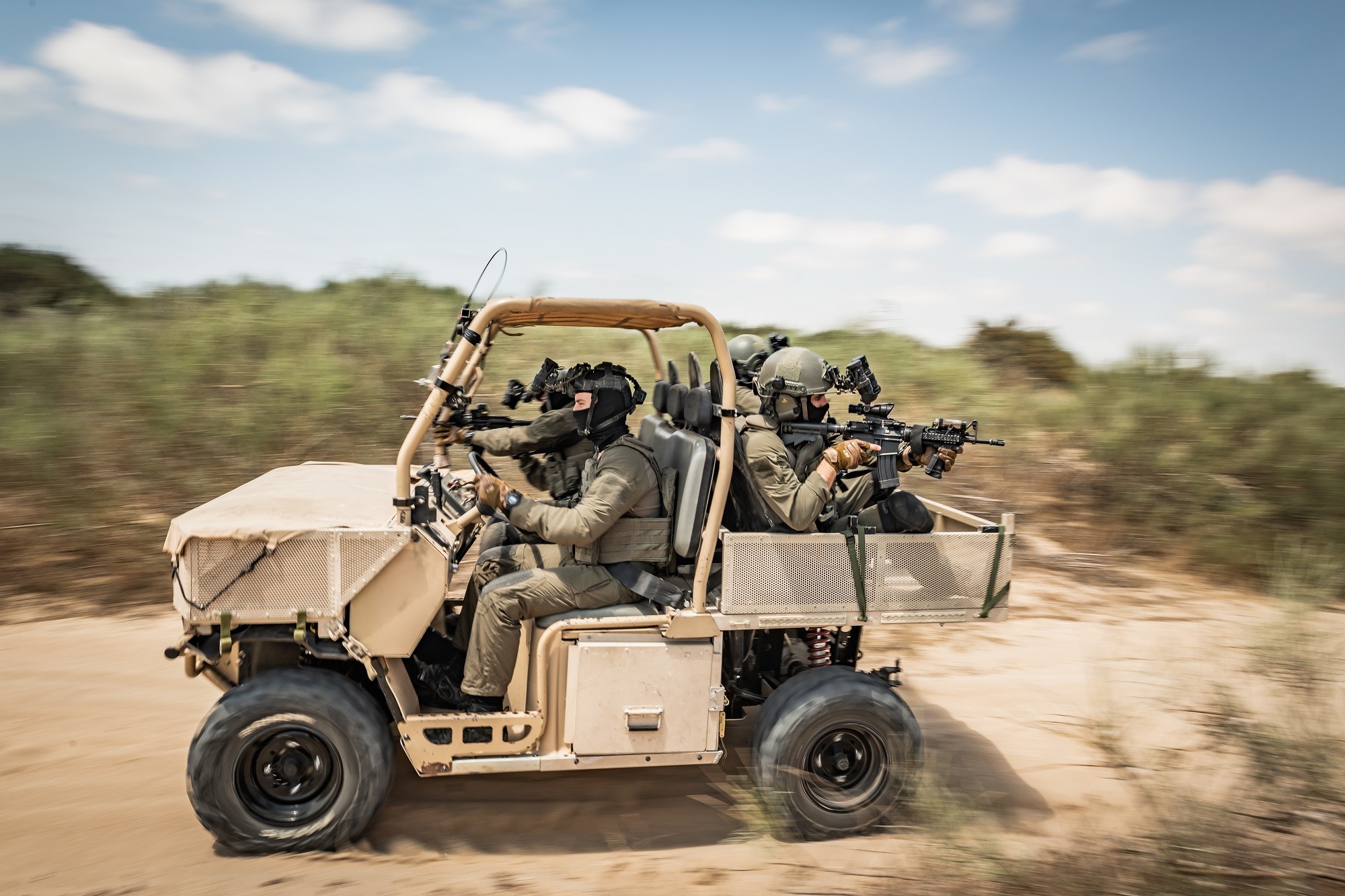
Soldats de l'Unité Shaldag

Durant le conflit du Sud-Liban de 1982 à 2000, L'Unité Shaldag a participé aux opérations Justice rendue et Raisins de la colère. Elle s'est révélée particulièrement utile dans ce dernier cas, lorsqu'elle a permis de localiser rapidement les escadrons de roquettes du Hezbollah à temps pour que l'armée de l'air israélienne puisse les éliminer. Il a reçu la citation du chef d'état-major pour sa conduite lors de cette opération. Il a également participé à la deuxième Intifada et est connu pour avoir été responsable de l'assassinat de Yussef Abu Sway, un militant palestinien qui avait pris part à des fusillades contre des Israéliens. Pendant la guerre du Liban de 2006, Shaldag a participé à l'opération Sharp and Smooth, le raid du 1er août 2006 sur Baalbek. Débarquées par hélicoptère près de Baalbek à 01h00 du matin, ses troupes se sont dirigées vers le nord, vers le quartier de Cheik Habib, afin d'arrêter des membres présumés du Hezbollah. En route, ils ont rencontré quatre combattants du Hezbollah et les ont tués. Au total, 19 combattants du Hezbollah ont été tués, sans aucun mort israélien.
En 2007, L'unité Shaldag aurait également été impliqué dans l'opération Orchard qui consistait en la destruction d'un réacteur nucléaire syrien. L'unité aurait infiltré un dépôt souterrain près du site syrien soupçonné d'être un réacteur nucléaire, afin de désigner la cible des combattants israéliens entrants qui l'ont détruit.
Au cours de la guerre de Gaza de 2014, les agents de l'Unité Shaldag ont aidé à découvrir les tunnels du Hamas et ont fourni un soutien aux unités de Tsahal opérant pendant les multiples combats violents à Gaza. Il convient de noter qu'une équipe de tireurs d'élite Shaldag a également soutenu les forces d'infanterie de la brigade du Nahal dans le nord de la bande de Gaza.
Au cours de la guerre entre Israël et le Hamas, l'unité aurait détruit une installation souterraine de fabrication de missiles près de la ville de Masyaf en Syrie.

### Attaque surprise du 7 octobre
À la suite de l'attaque surprise contre Israël le 7 octobre 2023, l’unité a été déployée pour combattre les soldats du Hamas dans les communautés qu’ils avaient infiltrées pour commettre des massacres. Les combattants de l'unité ont été transportés par hélicoptère à l'arrière des unités du Hamas et ont combattu lors de la bataille du camp de Réïm, de la bataille du kibboutz Be'eri, de la bataille du kibboutz Alumim, de la bataille de Holit et de la bataille de Kfar Aza. Les combattants de Sayeret Matkal ont lutté pendant de longues heures pour débarrasser les communautés des terroristes et sauver les habitants. Au cours des jours suivants, ils ont engagé des combats directs avec les terroristes dans plusieurs points chauds, tuant des dizaines de terroristes et sauvant des dizaines d'habitants. Au cours des combats pour libérer les communautés, cinq combattants de l'Unité Shaldag ont été tués.

### Invasion israélienne de la bande de Gaza en 2023
L'unité Shaldag a participé au raid sur l'hôpital Shifa et à l'exposition du réseau de tunnels du Hamas, avec les combattants de l'unité Yahalom du Corps du génie de combat et de l'unité Oketz. Lors de l'opération à l'hôpital Shifa, les combattants de Sayeret Matkal ont arrêté cinq membres du Hamas et découvert environ 30 véhicules appartenant au groupe palestinien, certains équipés d'équipements militaires et d'appareils de communication.

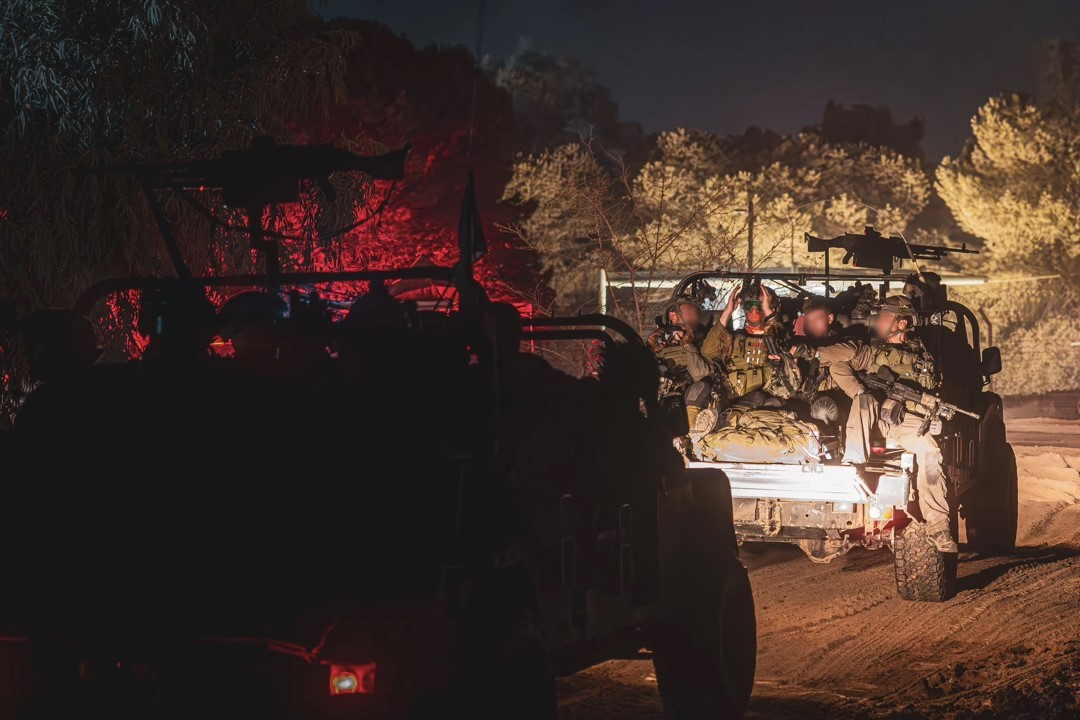
Soldats de l'Unité Shaldag

Le 20 décembre 2023, Sayeret Matkal, avec l'unité Shayetet 13, la 401e Brigade et les combattants d'Oketz, ont achevé la prise du quartier des hauts fonctionnaires  du Hamas sur la place Palestine dans le quartier de Rimal, au centre de la ville de Gaza. Le quartier servait de principal centre gouvernemental du Hamas. Le complexe comprend un vaste réseau de tunnels reliant les bureaux des hauts fonctionnaires du groupe, les maisons sécurisées, les bureaux et les résidences de l'aile militaire et de la direction militaire du Hamas dans la bande de Gaza.

### Raid de Masiaf
Le 8 septembre 2024, le journaliste Barak Ravid a rapporté sur le site Web Axios que l'Unité Shaldag a mené un raid en Syrie près de la ville de Masyaf et a détruit une usine souterraine de missiles de précision construite par l'Iran. Les soldats de Shaldag ont surpris les gardes syriens de l'installation et ont tué plusieurs d'entre eux au cours du raid. Les forces ont utilisé des explosifs qu'elles avaient apportés avec elles afin de faire exploser l'installation souterraine. Parallèlement au raid, des avions de chasse de l'armée de l'air israélienne ont mené des frappes aériennes destinées à empêcher l'armée syrienne d'envoyer des renforts dans la zone pour la défense d'Israël, alors en plein conflit avec le Hezzbolah et l'Iran.

### Incursions israéliennes en Syrie en 2024
L'Unité Shaldag a participé aux opérations militaires lors de l'invasion israélienne de la Syrie en décembre 2024. Au cours de l’invasion, l’unité a mené un raid dans la région du mont Hermon, près du Plateau du Golan, située dans la zone tampon de la Force des Nations Unies chargée d’observer le dégagement (FNUOD). Le raid a été confirmé par un message publié sur Twitter par l'armée de l'air israélienne, avec des photos montrant les troupes de l'unité sur le mont Hermon pendant le raid.

## Membres notables
- Benny Gantz